# Claire McLean
Claire McLean (nacida el 4 de julio de 1973), es una ciclista y triatleta paralímpica australiana. Representó a Australia en los Juegos Paralímpicos de Río de Janeiro 2016 cuando el paratriatlón hizo su debut en los Juegos Paralímpicos.

## Carrera deportiva
McLean nació en Cottesloe, Australia Occidental, en 1973. Se dañó el brazo en un accidente de moto cuando tenía 19 años.
Ganó una medalla de plata en los Juegos de Atenas 2004 en la prueba de contrarreloj de bicicletas femeninas LC1-4/CP 3/4. Desde entonces ha ganado varias medallas en el Campeonato Mundial de Paraciclismo y en la Copa del Mundo en la clasificación C5.
Como paratriatleta TRI-4 (con discapacidad del brazo), obtuvo el tercer lugar en su primera carrera internacional de paratriatlón, los Campeonatos Mundiales de Paratriatlón ITU 2012. En la final de la Serie Mundial de Triatlón ITU 2014 en Edmonton, Canadá, terminó séptima en el PT4 femenino. En enero del 2015, McLean ganó el evento de PT4 de los Campeonatos de Paratriatlón de Oceanía en Th Penrith, Nueva Gales del Sur. McLean terminó octava en la Final de la Serie Mundial de Triatlón Femenino P4 del 2015 en Chicago.
McLean no fue seleccionada para los Juegos Paralímpicos de Londres 2012 y decidió cambiar al nuevo deporte de triatlón. Representó a Australia en los Juegos Paralímpicos de Río de Janeiro 2016 cuando el paratriatlón hizo su debut en los Juegos Paralímpicos.
McLean terminó novena en PT4 en los Juegos Paralímpicos de Río de Janeiro en 2016. En reflexión sobre su desempeño a lo largo de los Juegos Paralímpicos, McLean dice «Sin ese gran objetivo me siento un poco perdida. Creo que todo el mundo necesita tener algo a lo que aspirar, buscar algún tipo de mejora personal, ya sea física, espiritual, psicológica o simplemente ser una buena persona en el día a día. Es lo que me hace seguir adelante».